# アハマド・モイーン
アハマド・モイーン（アラビア語: أحمد معين、Ahmed Moein、1995年10月20日 - ）は、カタールのサッカー選手。ポジションはMF。サッカーカタール代表。
日本語では、アフマド・モエインと表記されることもある。

## 経歴
アスパイアアカデミー出身。

### 代表
AFC U-19選手権2014では、大会最優秀選手に選ばれる活躍で、チームの優勝に貢献。2014年のアジア年間最優秀ユース選手賞も受賞した。
2015 FIFA U-20ワールドカップ出場。
AFC U-23選手権2016、同2018出場。U-23代表ではキャプテンをつとめた。